# أكيرا ايواموتو
أكيرا ايواموتو (باليابانية: 岩本輝؛ بالكانا: いわもと あきら) هو لاعب كرة قاعدة ياباني، ولد في 21 أكتوبر 1992 في هوفا في اليابان.

## روابط خارجية
- أكيرا ايواموتو على موقع الدوري الياباني لكرة القاعدة (الإنجليزية)